# Navas de Ríofrío
Navas de Ríofrío är en ort i Spanien.   Den ligger i provinsen Provincia de Segovia och regionen Kastilien och Leon, i den centrala delen av landet, 60 km nordväst om huvudstaden Madrid. Navas de Ríofrío ligger 1 109 meter över havet och antalet invånare är 370.
Terrängen runt Navas de Ríofrío är kuperad åt sydost, men åt nordväst är den platt.Runt Navas de Ríofrío är det ganska tätbefolkat, med 54 invånare per kvadratkilometer. Närmaste större samhälle är Segovia, 9,1 km norr om Navas de Ríofrío. 